# Carlyle Group
The Carlyle Group es una firma de inversión global. Como una de las firmas más grandes del mundo de private equity y gestión de activos alternativos, Carlyle está especializada en cuatro áreas de negocio clave: corporate private equity, activos reales, estrategias globales de mercados y soluciones de inversión. Desde su creación ha realizado destacadas inversiones en compañías como Booz Allen Hamilton, Dex Media, Dunkin' Brands, Freescale Semiconductor, Getty Images, HCR Manor Care, Hertz, Kinder Morgan, Nielsen, y United Defense.
Carlyle fue fundada en 1987 en Washington D. C. por William E. Conway, Jr., Daniel A. D'Aniello, y David Rubenstein y en la actualidad opera con más de 1.550 empleados en 31 oficinas en Norteamérica, Sudamérica, Europa, Oriente Medio, África, Asia y Australia. En 2012 completó una oferta pública de venta por valor de $700 millones y empezó a cotizar en el NASDAQ desde el 3 de mayo de 2012.
Según el ranking de PEI 300 en 2015, Carlyle se situó como la primera firma de capital de inversión (private equity) en el mundo.

## Segmentos de negocio
La compañía está organizada en cuatro segmentos de negocio:
- Corporate private equity: gestión de la familia de fondos de private equity de Carlyle, principalmente operaciones de buyout y growth a través de una gama de productos de inversión especializados por áreas geográficas. Esta área cuenta con 21 fondos de buyout y 10 fondos de growth, con más de 56.000 millones de dólares en activos bajo gestión a 30 de septiembre de 2017.
- Activos reales: gestión de fondos de inversión especializados en inmobiliario, infraestructuras, recursos energéticos y renovables. Esta área tenía cerca de 40.000 millones de dólares en activos bajo gestión a cierre de septiembre de 2017.
- Estrategias globales de mercado: gestión de fondos de inversión especializados en oportunidades corporativas y situaciones de distress, crédito privado, deuda mezzanine de energía y operaciones estructuradas. Este segmento tenía aproximadamente 40.000 millones de dólares en activos bajo gestión a 30 de septiembre de 2017.
- Soluciones de inversión: gestión de fondos que invierten en private equity y fondos de fondos inmobiliarios, coinversiones y mercados secundarios. A 30 de septiembre de 2017, este segmento de soluciones de inversión tenía aproximadamente 47.000 millones de dólares en activos bajo gestión.

## Inversiones de Carlyle en España
El Grupo Carlyle en España cuenta con una oficina en Barcelona donde trabaja un equipo de profesionales del fondo de buyout Carlyle Europe Partners. Las compañías españolas en las que participa son las siguientes:
- Cupa, uno de los grupos líderes mundiales en pizarra natural
- Logoplaste, el grupo internacional portugués especializado en el diseño y fabricación de soluciones de envasado de plástico rígido
- Digitex, el proveedor internacional de servicios de externalización de procesos empresariales
- Codorníu, la empresa familiar elaboradora de cava más antigua de España
- Jeanologia, empresa pionera en el desarrollo de tecnologías eco-eficientes
- Garnica, empresa líder de la industria del contrachapado.
- Seidor, empresa de consultoría tecnológica catalana.

## Inversiones de Carlyle en Latinoamérica
El Grupo Carlyle en Latinoamérica cuenta con representaciones en los distintos países de la región, con mayor presencia en Brasil. El Grupo Carlyle posee diversas empresas y corporaciones en su portfolio de inversiones como:
- PowerHost, datacenter de origen chileno que ha impulsado un fuerte programa de expansión mundial a través del Grupo Carlyle
- G&N Brands, holding de franquicias de restaurantes de origen chileno.

## Políticos que trabajaron para el grupo Carlyle
- James Baker III, Secretario de Estado de los Estados Unidos bajo George H. W. Bush, miembro del gabinete personal de Ronald Reagan y George W. Bush, Consejero Sénior de Carlyle, entre 1993 y 2005.
- George H. W. Bush, expresidente de EE. UU., asesor sénior en el consejo de Carlyle en Asia, desde abril de 1998 a octubre de 2003.
- George W. Bush, expresidente de EE. UU. Fue designado en 1990 en la junta directiva de una de las primeras adquisiciones de Carlyle, un negocio de comidas para líneas aéreas llamada Caterair, la cual posteriormente Carlyle vendió y perdió el control. Bush dejó la Junta Directiva en 1992 para asumir el cargo como Gobernador de Texas.
- Frank Carlucci, Secretario de Defensa de los EE. UU. desde 1987 a 1989.